# The Last Man (manga)
The Last Man (ラスト マン?, Rasuto Man) è un'opera del mangaka Tatsuya Egawa, serializzata in 12 tankōbon per Young Magazine.

## Trama
Ai Omori, studentessa di terza media non particolarmente sveglia, trova ai bordi della strada un ragazzo svenuto e completamente nudo. Il ragazzo non solo non capisce la lingua giapponese, ma si comporta esattamente come un neonato, non sapendo né camminare, né nutrirsi, né addirittura urinare o defecare. 
Nonostante l'evidente stranezza della situazione, e contrariamente a quanto gli suggerisce Seigi, il più saggio fratello minore, Ai decide di portare a casa lo strano ragazzo come se fosse un cucciolo.
Makoto, questo il nome dato da Ai al ragazzo, dimostra ben presto doti straordinarie. 
Completamente privo di conoscenze ed inibizioni morali e sociali, apprende con straordinaria velocità qualunque cosa veda fare dagli altri, siano essi Ai, Seigi o sconosciuti.
Oltre ad agire in modo completamente istintivo, Makoto diventa ben presto incontrollabile, dimostrando una straordinaria forza fisica.